# Três Coroas (ort)
Três Coroas är en ort i Brasilien.   Den ligger i kommunen Três Coroas och delstaten Rio Grande do Sul, i den södra delen av landet, 1 600 km söder om huvudstaden Brasília. Três Coroas ligger 53 meter över havet och antalet invånare är 21 051.
Terrängen runt Três Coroas är huvudsakligen kuperad. Três Coroas ligger nere i en dal. Runt Três Coroas är det ganska tätbefolkat, med 222 invånare per kvadratkilometer.. Närmaste större samhälle är Parobé, 13,6 km söder om Três Coroas.
I omgivningarna runt Três Coroas växer i huvudsak städsegrön lövskog.